# Benjamin Thomas
Benjamin Thomas (Lavaur, 12 settembre 1995) è un ciclista su strada e pistard francese che corre per la squadra Cofidis. Specialista delle gare di endurance su pista, ha vinto cinque titoli mondiali, due nell'omnium, due nell'americana e uno nella corsa a punti, nove titoli europei Elite, il bronzo olimpico nell'americana alle Olimpiadi di Tokyo 2020 e l'oro nell'omnium alle Olimpiadi di Parigi 2024.

## Palmarès

### Pista
- 2014

Campionati europei juniores e U23, Scratch Under-23
Campionati europei, Corsa a punti
- 2015

Fenioux Piste International, Corsa a punti
Fenioux Piste International, Omnium
Belgian Open, Corsa a punti
2ª prova Coppa del mondo 2015-2016, Americana (Cambridge, con Morgan Kneisky)
Troféu de Pista Litério Marques, Omnium
- 2016

3ª prova Coppa del mondo 2015-2016, Scratch (Hong Kong)
3ª prova Coppa del mondo 2015-2016, Corsa a punti (Hong Kong)
1ª prova Fenioux Piste International, Americana (con Romain Le Roux)
Troféu CAR Anadia, Inseguimento individuale
Troféu CAR Anadia, Omnium
Campionati europei Jr e U23, Inseguimento a squadre Under-23 (con Thomas Denis, Corentin Ermenault e Florian Maitre)
3ª prova Fenioux Piste International, Americana (con Morgan Kneisky)
3ª prova Fenioux Piste International, Omnium
Campionati francesi, Omnium
Campionati francesi, Americana (con Jordan Levasseur)
Campionati europei, Inseguimento a squadre (con Thomas Denis, Corentin Ermenault e Florian Maitre)
- 2017

Campionati del mondo, Omnium
Campionati del mondo, Americana (con Morgan Kneisky)
1ª prova Fenioux Piste International, Corsa a punti
1ª prova Fenioux Piste International, Scratch
1ª prova Fenioux Piste International, Americana (con Morgan Kneisky)
Internazionale di Fiorenzuola, Americana (con Morgan Kneisky)
Sei giorni delle Rose (con Morgan Kneisky)
Campionati francesi, Omnium
Campionati europei, Inseguimento a squadre (con Thomas Denis, Corentin Ermenault, Florian Maitre e Louis Pijourlet)
Campionati europei, Americana (con Florian Maitre)
2ª prova Coppa del mondo 2017-2018, Omnium (Manchester)
- 2018

Trois Jours d'Aigle, Omnium
2ª prova Coppa del mondo 2018-2019, Omnium (Milton)
- 2019

Fenioux Piste International, Scratch
Fenioux Piste International, Americana (con Florian Maitre)
Fenioux Piste International, Omnium
Internazionale di Fiorenzuola, Corsa a punti
Internazionale di Fiorenzuola, Americana (con Donavan Grondin)
Tre sere di Pordenone, Omnium
Tre sere di Pordenone, Americana (con Morgan Kneisky)
Trois Jours d'Aigle, Scratch
Trois Jours d'Aigle, Omnium
Trois Jours d'Aigle, Americana (con Donavan Grondin)
Campionati europei, Omnium
2ª prova Coppa del mondo 2019-2020, Americana (Glasgow, con Donavan Grondin)
2ª prova Coppa del mondo 2019-2020, Omnium (Glasgow)
- 2020

6ª prova Coppa del mondo 2019-2020, Inseguimento a squadre (Milton, con Thomas Denis, Corentin Ermenault, Kévin Vauquelin e Valentin Tabellion)
Campionati del mondo, Omnium
Internazionale di Fiorenzuola, Scratch
Internazionale di Fiorenzuola, Corsa a punti
Internazionale di Fiorenzuola, Omnium
- 2021

Belgian Track Meeting, Omnium
Belgian Track Meeting, Americana (con Donavan Grondin)
Internazionale di Fiorenzuola, Corsa a eliminazione
Internazionale di Fiorenzuola, Omnium
Internazionale di Fiorenzuola, Americana (con Donavan Grondin)
Trois Jours d'Aigle, Inseguimento individuale
Trois Jours d'Aigle, Scratch
Trois Jours d'Aigle, Corsa a punti
Trois Jours d'Aigle, Omnium
Campionati europei, Corsa a punti
Campionati del mondo, Corsa a punti
- 2022

1ª prova Coppa delle Nazioni, Inseguimento a squadre (Glasgow, con Thomas Denis, Corentin Ermenault ed Eddy Le Huitouze)
1ª prova Coppa delle Nazioni, Americana (Glasgow, con Thomas Boudat)
Campionati europei, Corsa a punti
Campionati europei, Inseguimento a squadre (con Thomas Boudat, Thomas Denis, Quentin Lafargue e Valentin Tabellion)
Trois Jours d'Aigle, Scratch
Trois Jours d'Aigle, Americana (con Donavan Grondin)
Campionati del mondo, Americana (con Donavan Grondin)
- 2023

Campionati francesi, Inseguimento individuale
Campionati francesi, Corsa a punti
Campionati europei, Omnium
Belgian Track Meeting, Americana (con Donavan Grondin)
- 2024

Campionati francesi, Inseguimento individuale
Fiorenzuola, Omnium
Giochi olimpici, Omnium
- 2025

Campionati francesi, Omnium
Campionati francesi, Corsa a punti
Campionati francesi, Americana (con Bryan Coquard)

### Strada
- 2017 (Armée de Terre, due vittorie)

3ª tappa Quattro Giorni di Dunkerque (Beauvais > Amiens)
1ª tappa Tour de Wallonie (Stavelot > Marchin)
- 2019 (Groupama-FDJ, una vittoria)

Campionati francesi, Prova a cronometro
- 2021 (Groupama-FDJ, una vittoria)

Campionati francesi, Prova a cronometro
- 2022 (Cofidis, quattro vittorie)

3ª tappa Étoile de Bessèges (Bessèges > Bessèges)
Classifica generale Étoile de Bessèges
2ª tappa Boucles de la Mayenne (Jublains > Pré-en-Pail-Saint-Samson)
Classifica generale Boucles de la Mayenne
- 2023 (Cofidis, una vittoria)

3ª tappa Quatre Giorni di Dunkerque (Saint-Quentin > Saint-Quentin, cronometro)
- 2024 (Cofidis, una vittoria)

5ª tappa Giro d'Italia (Genova > Lucca)

#### Altri successi
- 2017 (Armée de Terre)

Classifica giovani Tour de Wallonie
- 2018 (FDJ)

Classifica giovani Étoile de Bessèges
- 2023 (Cofidis)

Campionati europei, Staffetta (con la nazionale francese)

## Piazzamenti

### Grandi Giri
- Giro d'Italia

2020: ritirato (5ª tappa)
2024: ritirato (16ª tappa)
- Tour de France

2022: 53º
2025: 154º
- Vuelta a España

2018: 121º
2019: non partito (12ª tappa)

### Classiche monumento
- Milano-Sanremo

2023: 55º
2024: ritirato
- Giro di Lombardia

2020: fuori tempo massimo

### Competizioni mondiali
- Campionati del mondo su pista

St. Quentin-en-Yvelines 2015 - Corsa a punti: 9º
Londra 2016 - Inseguimento a squadre: 11º
Londra 2016 - Corsa a punti: 4º
Londra 2016 - Americana: 2º
Hong Kong 2017 - Inseguimento a squadre: 5º
Hong Kong 2017 - Omnium: vincitore
Hong Kong 2017 - Americana: vincitore
Apeldoorn 2018 - Inseguimento a squadre: 11º
Apeldoorn 2018 - Omnium: 9º
Apeldoorn 2018 - Americana: 7º
Pruszków 2019 - Inseguimento a squadre: 16º
Pruszków 2019 - Omnium: 2º
Pruszków 2019 - Americana: 6º
Berlino 2020 - Inseguimento a squadre: 8º
Berlino 2020 - Omnium: vincitore
Berlino 2020 - Americana: 6º
Roubaix 2021 - Inseguimento a squadre: 2º
Roubaix 2021 - Corsa a punti: vincitore
Roubaix 2021 - Americana: 5º
St. Quentin-en-Yv. 2022 - Inseguimento a squadre: 6º
St. Quentin-en-Yv. 2022 - Omnium: 2º
St. Quentin-en-Yv. 2022 - Americana: vincitore
Glasgow 2023 - Inseguimento a squadre: 5º
Glasgow 2023 - Americana: 6º
Glasgow 2023 - Omnium: 2º
- Campionati del mondo su strada

Bergen 2017 - In linea Under-23: 68º
Innsbruck 2018 - Cronometro Elite: 20º
Yorkshire 2019 - Cronometro Elite: 28º
Imola 2020 - Cronometro Elite: 22º
Fiandre 2021 - Cronometro Elite: 27º
Fiandre 2021 - Staffetta: 9º
- Giochi olimpici

Tokyo 2020 - Omnium: 4º
Tokyo 2020 - Americana: 3º
Parigi 2024 - Inseguimento a squadre: 6º
Parigi 2024 - Americana: 11º
Parigi 2024 - Omnium: vincitore

### Competizioni europee
- Campionati europei su pista

Anadia 2014 - Scratch Under-23: vincitore
Anadia 2014 - Corsa a punti Under-23: 4º
Baie-Mahault 2014 - Corsa a punti: vincitore
Atene 2015 - Scratch Under-23: 4º
Atene 2015 - Corsa a punti Under-23: 2º
Grenchen 2015 - Scratch: 9º
Grenchen 2015 - Corsa a punti: 2º
Montichiari 2016 - Inseg. a squadre Under-23: vincitore
Montichiari 2016 - Scratch Under-23: 4º
Montichiari 2016 - Corsa a punti Under-23: 4º
Montichiari 2016 - Americana Under-23: 2º
St. Quentin-en-Yvelines 2016 - Inseg. a squadre: vincitore
St. Quentin-en-Yvelines 2016 - Omnium: 3º
St. Quentin-en-Yvelines 2016 - Americana: 2º
Berlino 2017 - Inseguimento a squadre: vincitore
Berlino 2017 - Omnium: 3º
Berlino 2017 - Americana: vincitore
Glasgow 2018 - Inseguimento a squadre: 8º
Glasgow 2018 - Omnium: 5º
Glasgow 2018 - Americana: 5º
Apeldoorn 2019 - Inseguimento a squadre: 6º
Apeldoorn 2019 - Omnium: vincitore
Apeldoorn 2019 - Americana: 4º
Grenchen 2021 - Corsa a punti: vincitore
Grenchen 2021 - Inseguimento individuale: 4º
Monaco di Baviera 2022 - Inseguimento a squadre: vincitore
Monaco di Baviera 2022 - Corsa a punti: vincitore
Grenchen 2023 - Inseguimento a squadre: 3º
Grenchen 2023 - Americana: 3º
Grenchen 2023 - Omnium: vincitore
- Campionati europei su strada

Herning 2017 - In linea Elite: 121º
Trento 2021 - Staffetta: 4º
Drenthe 2023 - Staffetta mista Elite: vincitore